# 丁丁在西藏
丁丁在西藏（法語： Tintin au Tibet ）是比利時漫畫家埃爾熱创作的丁丁歷險記漫画系列的第20部作品，于1958年9月至1959年11月连载于《丁丁》杂志，并在1960年出版成书，现已被翻译成32种语言。據作者埃爾熱表示，這是他最喜歡的一部作品。

## 故事简介
《丁丁在西藏》是一部纯粹的友情故事，它讲述了丁丁年轻的中国人张前往欧洲所搭乘的飞机在喜马拉雅山脉坠毁。尽管希望渺茫，丁丁却执意去寻找他的朋友。这个故事与以往丁丁系列作品外露的格调截然不同，它显示了忠诚与期望能够战胜一切障碍，而偏见则往往是无知的结果，就像关于「可恶的雪人」的观点一样。

## 发展

### 背景和作者早期想法
1957年10月，埃尔热将绘制好的《红海鲨鱼》的封面寄给了卡斯特曼出版社，并在之后的几天时间构思他的下一部作品。

### 人物原型及影响
1934年5月的一天，比利时布鲁塞尔拉布拉多大街26号《20世纪报》的办公室里，连环画周刊主编埃尔热正在构思系列作品《丁丁历险记》的第五个故事，丁丁的下一个目的地是远东。但是对埃尔热来说，东方、中国只是遥远陌生的地理存在，直到一个中国青年留学生张充仁来到他的创作世界。埃尔热在中国青年张充仁的讲述里渐渐走进1930年代的中国，两人决定共同创作《丁丁在远东》。两位同样具有赤子之心的艺术家之间的交流非常愉快，埃尔热对丁丁去中国探险产生了全新的创作想法，于是他俩约定每周日下午一起工作，共同创作《蓝莲花》这部以中国上海为背景的漫画。据1934年5月1日张充仁日记记载：“埃尔热为《二十世纪》报绘星期画报，欲取中国材料，索余帮助。……余欲尽心而为。” 1934年8月起，《丁丁在远东》开始在报上连载，每周一版，持续52期，这部讲述日本侵略中国时期丁丁与朋友“张”的历险故事于1935年底印成连环画册《蓝莲花》正式出版。在埃尔热的笔下，张充仁经过六次渐变处理，成为24本《丁丁历险记》中唯一的真实人物“中国张”。这套被译成65国文字、发行2.5亿册的连环画使西方国家近10亿人了解了“中国张”和张充仁。“丁丁”系列由此从早期的主观臆想进入到严肃认真的创作阶段。之后的几十年，回到中国的张充仁与埃尔热失去了联系。思友心切的埃尔热通过各种途径寻找好友，但均无结果。埃尔热创作的第二部中国题材的历险记《丁丁在西藏》，讲述丁丁在西藏的雪山中，冒着生命危险，救出了失联许久的好友“中国张”的故事。两人再见的那一刻，令人热泪盈眶。《丁丁在西藏》出版使得张充仁再一次进入故事之中。埃尔热曾把《丁丁在西藏》称为“一曲友谊的赞歌”。故事里，对友谊的歌颂贯穿始终，包括丁丁和阿道克，丁丁和张充仁。故事中，当丁丁听到张的死讯，他的泪水顷刻涌上眼眶。当他历经千难险阻，在茫茫雪山上终于找到自己的中国朋友时，激动得热泪盈眶。 1975年埃尔热与张充仁重新取得了联系，埃尔热邀请他出国访问。1981年3月19日，张充仁得以再度远渡重洋，到布鲁塞尔与埃尔热见面。当年二十七八岁风华正茂的小伙子，再见已是七十四岁的古稀老人。两人同丁丁与“中国张”重逢一样，拥抱在一起，潸然泪下。张充仁重访欧洲的三个月间，轰动程度较国家元首到访有过之而无不及。“张充仁热”席卷了整个欧洲；“中国张”在比利时受到了国宾般的欢迎，写给他的信像雪片一样飞来；许多欧洲人还特地赶来，只是为了亲眼看一眼“中国张”本人。埃尔热将《丁丁在西藏》视作是他继《蓝莲花》之后创作之路上的第二次重大转折：“我放弃了一个连环画家的全副武装，没有‘坏人’，没有武器，没有战争，除了反对人类自己和敌人的战争。这些高山、雪景和冰川的布景，象征着对理想和纯洁的追寻。但对我来说，这些都是无意识的。后来，别人才让我嗅到这些。“

## 改编
《丁丁在西藏》被改编成电视 、广播 、纪录片、戏剧 和游戏。
《丁丁历险记：独角兽号的秘密》（英语：The Adventures of Tintin）是一部2011年上映的美国动画影片，改编自著名比利时漫画家埃尔热的同名漫画作品。本片由史蒂芬·斯皮尔伯格执导，彼得·杰克逊担任制片人。本片获得重大的成功，上画后不久便在夺下法国全年总票房的第四名宝座，更得一致的好评。过了不久更得到第39届安妮奖等一共43项提名，其中包括“最佳动画”。其后更在第69届金球奖获得“最佳动画”名誉。
本片被外界传媒认定为“本世纪最成功的真人动画”。
本片是史蒂芬·斯皮尔伯格的第一套动画。

## 相关事件
2001年中国少年儿童出版社正式引进《丁丁历险记》系列中文版。然而，埃尔热遗孀雷米发现《丁丁在西藏》（法语：Tintin au Tibet）的中文譯本被出版社擅自翻譯為「丁丁在中國西藏」，以强调西藏属于中国。雷米立刻向卡斯特曼出版社提出抗議，卡斯特曼于是拒絕中方出版社繼續使用「丁丁在中國西藏」這個名稱，迫使中國同意用回原名「丁丁在西藏」。